# Lippische Landesbibliothek Detmold

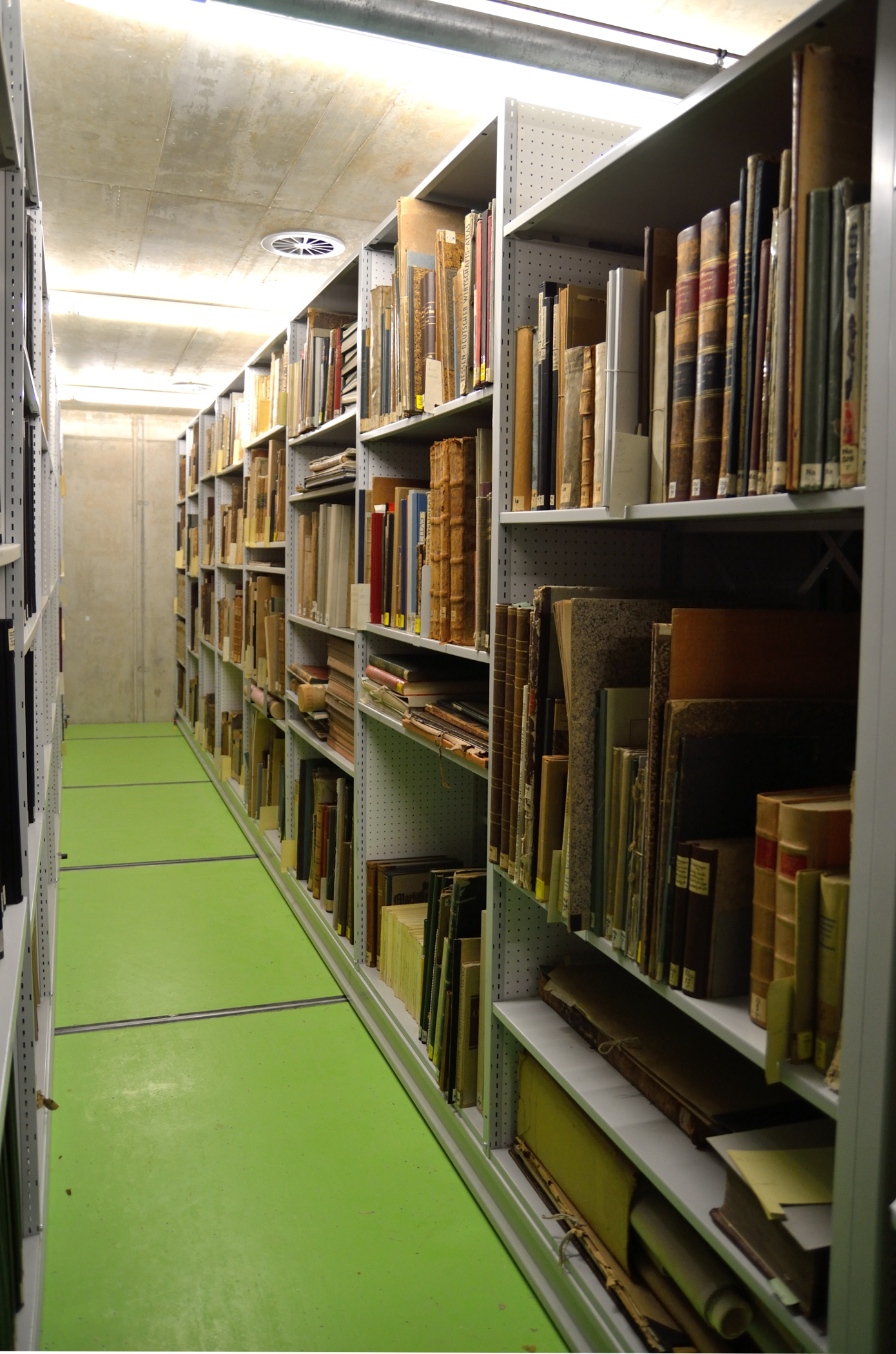
Magazin II beim „Tag des offenen Magazins“ 2013

Die Lippische Landesbibliothek / Theologische Bibliothek und Mediothek in Detmold ist eine wissenschaftliche Universal- und Regionalbibliothek für Ostwestfalen-Lippe. Der Träger dieser öffentlichen Einrichtung ist der Landesverband Lippe.
Untergebracht ist die Bibliothek in einem klassizistischen Palais, das als Privathaus und Residenz von dem Detmolder Großkaufmann Johann Wilhelm Ebert von 1842 bis 1843 gebaut wurde. Seit 1886, nach Erwerb durch den Fürsten Woldemar, ist die Bibliothek dort ansässig.

## Bestände
Ausgerichtet ist die Bibliothek auf die Unterstützung der regionalen Hochschulen und Forschungseinrichtungen in Lehre und Studium mit gut 700.000 Büchern und 1.200 Zeitschriften aus allen Fachgebieten. Darüber hinaus dient sie auch der allgemeinen Fortbildung in Schule und Beruf. Über 100.000 Bände sind systematisch geordnet in Freihandaufstellung zugänglich. Die Bibliothek verfügt über mehrere Sondersammlungen. Bedeutend für den lippischen Raum sind die „Lippische Regionaldokumentation“, das „Lippische Literaturarchiv“ und der Historische Bestand des Detmolder Hoftheaters.
Die Lippische Landesbibliothek kooperiert sehr eng mit der Musikbibliothek Detmold, die den ehemaligen Landesbibliotheksbestand mit musikbezogener Literatur, die Musikbibliothek der Hochschule für Musik sowie den musikwissenschaftlichen Bestand des Musikwissenschaftlichen Seminars der Universität Paderborn als großen ausleihbaren Bestand an Noten und Musikliteratur vereint.

## Geschichte
Die Geschichte der Lippischen Landesbibliothek geht bis auf die Büchersammlung des vielseitig gebildeten und kultivierten Lippischen Landesherrn Graf Simon VI. (1554–1613) zurück. 1614 stiftete Graf Simon VII. diesen Grundbestand an Literatur der Lateinschule, dem heutigen Gymnasium Leopoldinum, als „Gräflich Öffentliche Bibliothek“ zu Detmold. Diese Sammlung war auch unter den Bezeichnungen Bibliothek auf dem Schulhofe oder Schulbibliothek bekannt.
Die eigentliche Gründerin der Lippischen Landesbibliothek war die von den Bildungsidealen der Aufklärung geprägte Regentin Fürstin Pauline; sie führte die gräfliche Bibliothek mit anderen im Fürstentum Lippe entstandenen Büchersammlungen zur „Fürstlich Öffentlichen Bibliothek“ zusammen. Den heutigen Namen erhielt die Bibliothek im Jahre 1919, als das ehemalige landesherrliche Eigentum nach dem Ersten Weltkrieg auf den Freistaat Lippe übertragen wurde. Nach dem Zweiten Weltkrieg und der folgenden Vereinigung des Freistaates mit Nordrhein-Westfalen ging die Eigentümerschaft auf den neu gegründeten Landesverband Lippe über.
Wegen Kapazitätsproblemen und Schimmelbefall des aus den 1980er Jahren stammenden Magazins II wurde 2007 mit der Planung eines neuen Magazins begonnen.
Die Bauarbeiten dazu fanden 2011 bis 2013 statt, am 8. März 2013 wurde das neugebaute Magazin II eingeweiht. Damit verfügt die Bibliothek nun über eine Lagerkapazität von rund 1 Million Titeln.
Seit September 2013 sind die Bestände aus der ehemaligen Theologischen Bibliothek und Mediothek der Lippischen Landeskirche in der Lippischen Landesbibliothek ausleihbar. Gleichzeitig änderte die Bibliothek ihren Namen und das Logo. Statt bisher Lippische Landesbibliothek heißt sie nun Lippische Landesbibliothek / Theologische Bibliothek und Mediothek. Seit August 2015 ist die Landesbibliothek über ein gemeinsames Foyer sowie ein gemeinsames Katalog- und Verbuchungssystem mit der Musikbibliothek der Hochschule für Musik Detmold verbunden, die auf dem Nachbargrundstück des ehemaligen Kreiswehrersatzamtes einen Neubau errichtet hat. Gemeinsam mit dem Landesarchiv Nordrhein-Westfalen (Abteilung Ostwestfalen-Lippe), der Hochschule für Musik, dem Netzwerk Musikhochschulen für Qualitätsmanagement und Lehrentwicklung sowie dem Musikwissenschaftlichen Seminar bildet die Lippische Landesbibliothek seitdem das Forum Wissenschaft-Bibliothek-Musik.

## Direktoren
- 1600/1614–1634: Caspar Pezel
- 1665–1715: Franz Caspar Barkhausen
- 1715–1741: Otto Friedrich Kellner
- 1741–1762: Emil Florus Theodor Kellner
- 1762–1771: Johann Ludwig Knoch
- 1771–1778: Franz Wilhelm Wellner
- 1778: Johann Phil. Ludolf Finke
- 1778–1783: August Johann Gottfried Röderer
- 1783–1818: Georg David Koeler
- 1818–1819/22: Anton Möbius
- 1819–1823: Christian Gottlieb Clostermeier
- 1824–1838: Friedrich August Peter Wasserfall
- 1838–1890: Otto Preuß
- 1891–1924: Ernst Anemüller
- 1924–1933: Hans Kiewning
- 1933–1945: Eduard Wiegand
- 1945–1946: Alfred Bergmann (kommissarisch)
- 1946–1950: Erich Kittel
- 1950–1966: Heinrich Haxel
- 1966–1983: Karl-Alexander Hellfaier[10]
- 1983–2013: Detlev Hellfaier[11]
- seit 2014: Joachim Eberhardt[12]